# Neutralitätsproklamation der Vereinigten Staaten 1793
In der Neutralitätsproklamation der Vereinigten Staaten 1793 erklärte der amerikanische Präsident George Washington am 22. April 1793 die Neutralität der Vereinigten Staaten im Ersten Koalitionskrieg. Der offiziell nur als A Proclamation („Eine Proklamation“) veröffentlichten Erklärung ging eine Auseinandersetzung in Washingtons Kabinett voraus, in der sich der frankophile wie prorepublikanische Außenminister Thomas Jefferson und der anglophile wie konservative Finanzminister Alexander Hamilton gegenüberstanden. 

## Chronologie
Die Nachricht, dass Frankreich am 1. Februar 1793 Großbritannien und den Niederlanden den Krieg erklärt hatte, erreichte Amerika in den ersten Apriltagen. Präsident Washington unterbrach angesichts der Gefahren, die diese neue außenpolitische Lage für die Vereinigten Staaten barg, seinen Urlaub in Mount Vernon und kehrte in die Hauptstadt Philadelphia zurück, wo er am 17. April eintraf. Zum einen galt es zu klären, wie die Ausweitung des Krieges auf die Weltmeere, wie er nach dem Eintritt Großbritanniens in die Koalition unabwendbar schien, den amerikanischen Außenhandel beeinträchtigen würde; zum anderen, inwieweit die Handels- und Beistandsverträge, die die Vereinigten Staaten 1778 mit Frankreich während des Unabhängigkeitskrieges geschlossen hatten, in der neuen Situation auszulegen seien. Umgehend sandte er seinen vier Ministern einen Fragebogen mit 13 Fragen, zu denen sie bis zu einer Kabinettssitzung am 19. April Antworten ausarbeiten sollten. Unter anderem wollte Washington wissen, ob die Vereinigten Staaten eine offizielle Neutralitätserklärung abgeben sollten, was selbige beinhalten solle, ob der Kongress zu einer Sondersitzung einberufen und ob der Botschafter der Französischen Republik empfangen werden solle.
In der folgenden Auseinandersetzung zwischen Jefferson und Hamilton ging es schließlich kaum um die außenpolitische Position der Vereinigten Staaten, da beide Seiten darin übereinstimmten, dass das Land um jeden Preis aus dem Konflikt herausgehalten werden müsse und so ein Kriegseintritt auf Seiten Frankreichs oder der Koalition zu keiner Zeit zur Debatte stand. Vielmehr wurden in der Auseinandersetzung innenpolitische und ideologische Zerwürfnisse deutlich, die sich noch im weiteren Verlauf des Jahres mit der Herausbildung des ersten Parteiensystems verdeutlichen würden. Diese kristallisierten sich in der unterschiedlichen Beurteilung der Französischen Revolution: Während Jefferson, von jeher Frankreich wohlgesinnt, die Machtübernahme der Girondisten in Frankreich und die Ausrufung der Republik begrüßte, sah Hamilton in der Radikalisierung der Revolution eine Gefahr gerade auch für die Stabilität der Vereinigten Staaten. In den größeren Städten des Landes hatten sich demokratische Clubs nach französischem Vorbild gebildet, die sich mit den französischen Revolutionären solidarisierten und eine egalitäre, wenn nicht radikaldemokratische Gesinnung auch in den Vereinigten Staaten propagierten. Jefferson, Madison und andere politische Führer, die sich in den nächsten Monaten und Jahren in der Demokratisch-Republikanischen Partei konsolidierten, standen ausdrücklich hinter diesen Clubs. Um seine Gefolgschaft nicht zu düpieren, sprach sich Jefferson zunächst gegen eine Neutralitätserklärung aus. Neben der inhaltlichen Frage stellte er auch die Rechtmäßigkeit einer präsidialen Proklamation in Frage, da die Verfassung der Vereinigten Staaten einzig dem Kongress das Recht zusprach, Krieg zu erklären. Die drei übrigen Kabinettsmitglieder, voran Hamilton, überstimmten Jeffersons Einwand jedoch. Tatsächlich setzte die Proklamation einen Präzedenzfall, der die Macht der Exekutive in der amerikanischen Außenpolitik nachhaltig stärkte. Schließlich einigte man sich auf einen Kompromiss: Die Proklamation wurde zwar veröffentlicht, doch wurde der Entwurf nicht Jefferson, in dessen Ressort diese Aufgabe eigentlich fiel, sondern dem Attorney General Edmund Randolph aufgetragen; zudem sollte die Proklamation tunlichst das Wort „Neutralität“ vermeiden, wenn die vorsichtige Wortwahl letztlich auch nur symbolische Bedeutung hatte.
Nachdem die Proklamation erlassen wurde, setzte sich der innenpolitische Streit in der Presse fort: Hamilton und James Madison debattierten die Erklärung in einem Pamphletkrieg unter den Pseudonymen „Pacificus“ und „Helvidius;“ und in den Seiten der republikanischen National Gazette wurde die Erklärung Washingtons in einigen aufsehenerregenden Polemiken scharf kritisiert, die von „Veritas“ unterzeichnet wurden und deren Autor möglicherweise Philip Freneau war. Die amerikanische Neutralitätspolitik wurde indes im Laufe der Affäre um den neuen französischen Botschafter Edmond-Charles Genêt auch von Jefferson bekräftigt. Die schon in der Proklamation formulierte Missbilligung des Eingreifens amerikanischer Bürger in ausländische Kriege wurde mit dem Neutrality Act 1794 Gesetz.